# マドリード国民党
マドリード国民党（Partido Popular de la Comunidad de Madrid）は国民党のマドリード自治州における地域支部政党組織。1989年国民党（前身は国民同盟）の誕生とともに設立された。代表は前マドリード州首相（Presidenta de la Comunidad de Madrid）のエスペランサ・アギーレ、書記長はイグナシオ・ゴンサーレス・ゴンサーレス。
マドリード国民党はマドリード州において、第1党で、2003年以来州政権の座にある。
2011年に自治体選挙と同時に行われた州議会選挙では、トマス・ゴメス率いる第2党のマドリード社会党の獲得議席36議席に対し、72議席を獲得、圧勝した

## 選挙結果

### 自治州議会選挙
| 選挙                 | 得票      | 得票率（％） | 獲得議席 |
| -------------------- | --------- | ------------ | -------- |
| 1983年州議会選挙     | 798,853   | 34.72        | 34       |
| 1987年州議会選挙     | 762,102   | 31.96        | 33       |
| 1991年州議会選挙     | 956,865   | 43.23        | 47       |
| 1995年州議会選挙     | 1,476,442 | 50.97        | 52       |
| 1999年州議会選挙     | 1,324,596 | 52.17        | 54       |
| 2003年5月州議会選挙  | 1,429,890 | 46.67        | 50       |
| 2003年10月州議会選挙 | 1,346,588 | 49.34        | 51       |
| 2007年州議会選挙     | 1,592,162 | 53.29        | 67       |
| 2011年州議会選挙     | 1,548,306 | 51.73        | 72       |

出典：マドリード自治州議会（2007年まで）、（2011年）